# Christina Obergföll
Christina Obergföll, född 22 augusti 1981 i Offenburg i Baden-Württemberg i Västtyskland, är en tysk friidrottare som tävlar i spjutkastning.
Obergföll deltog vid Olympiska sommarspelen 2004 i Aten där inte tog sig vidare till finalen. Vid VM 2005 slog hon till med ett nytt personligt rekord, som även var nytt Europarekord, när hon kastade 70,03 vilket räckte till silver efter Osleidys Menéndez. 
Trots framgången vid VM blev EM i Göteborg 2006 en besvikelse då hon slutade på fjärde plats. Inför VM 2007 i Osaka noterade hon ett nytt personligt rekord när hon kastade 70,20. Väl vid VM slutade hon återigen tvåa denna gång efter Barbora Špotáková. 
Obergföll deltog även vid Olympiska sommarspelen 2008 i Peking, där hon blev bronsmedaljör med ett kast på 66,13 efter Špotáková och Mariya Abakumova. Vid VM på hemmaplan 2009 blev hon utan medalj och slutade på en femte plats. Medalj blev det däremot vid EM 2010 då hon slutade på andra plats.